# 西田ヒガシ
西田 ヒガシ（にしだ ひがし、9月8日 - ）は、日本の漫画家。兵庫県出身。2016年、ペンネームを西田東から西田ヒガシに改名。

## 略歴
1999年「LOOK LIKE」（『麗人スプリングスペシャル』竹書房）で漫画家デビュー。その後『花音』（芳文社）、『ディアプラス』（新書館）、『OPERA』（茜新社）、『Citron』（リブレ）、『花丸漫画』（白泉社）などに活動の場を広げる。2016年ペンネームを西田東から西田ヒガシに改名。数々のBL（ボーイズラブ）作品を手がけ、その多くに壮年の男性が登場する。独特の存在感を放つ絵柄とストーリー運びに定評がある。主な作品に『願い叶えたまえ』（芳文社）、『天使のうた』（新書館）、『やさしいあなた…』（茜新社）など。

## その他
単行本巻末のシュールなタッチの「おまけマンガ」「あとがき」がおなじみになっている。自画像は腰ミノ姿で描かれる。

## 作品リスト

### 連載中
- 「彼とオバケと恋愛小説家」掲載誌：pixivコミック『オペラボ』（茜新社）、2020.7.3-［電子限定］

### 単行本

#### 西田東｜2002-2009
- 『奪う男』（竹書房）2002.4.1｜短編集
- 『見つめていたい』（芳文社）2004.6.29｜短編集
- 『彼の肖像』（新書館）2004.7.28｜同時収録：「誰がために」「隣の部屋で」「隣でヘアが」
- 『目を閉じないで』（竹書房）2004.10.27｜短編集
- 『影あるところに』（新書館）2005.2.25
- 『願い叶えたまえ 1』（芳文社）2005.4.28｜同時収録：「工藤」「恋は近くて遠いけど」
- 『願い叶えたまえ 2』（芳文社）2005.10.28｜同時収録：「僕の大切な」
- 『もろとも』（新書館）2006.3.28｜同時収録：「仁義ナシ！」「聖なる男」
- 『恋をしましょう』（竹書房）2006.4.27｜短編集
- 『願い叶えたまえ 3』［完結］（芳文社）2006.8.29
- 『天使のうた 1』（新書館）2007.7.30
- 『素晴らしい失恋』（竹書房）2007.12.1｜短編集
- 『青春の病は』（芳文社）2007.12.27｜同時収録：「天国が見える 前編・後編」「GOOD NIGHT」
- 『天使のうた 2』［完結］（新書館）2008.4.25
- 『LIFE, LOVE 1』（芳文社）2008.12.27
- 『ドント・クライ・マイ・ベイビー』（竹書房）2009.2.27｜短編集
- 『ラブストーリー』（新書館）2009.9.28｜同時収録：「パラダイス・パラダイス」
- 『LIFE, LOVE 2』［完結］（芳文社）2009.12.26

#### 西田東｜2010-2015
- 『ディヴィジョン』（新書館）2010.9.30
- 『好きになるとこわれる』（竹書房）2011.2.26｜短編集
- 『恋と刑事』（芳文社）2011.5.28｜同時収録：「ツーガイ・ズ」
- 『社長　桃井くん』（茜新社）2011.11.28
- 『天国も地獄も』（竹書房）2012.8.17｜同時収録：「花嫁によろしく」
- 『まだ愛が足りない』（リブレ）2012.10.1
- 『エースの休日』（白泉社）2013.4.26
- 『君が僕のすべて 1』（新書館）2013.10.30
- 『きっと恋に違いない』（白泉社）2014.1.28｜同時収録：「おまえのいちばんイイ顔を」
- 『君が僕のすべて 2』［完結］（新書館）2015.1.30
- 『フェイス』（竹書房）2015.11.7｜収録作品：「フェイス 前編・後編」「それは秘密にしておきたい」「愛はない act.1-3」「天国も地獄も 番外編」

#### 西田ヒガシ｜2016-
- 『やさしいあなた…』（茜新社）2016.7.28
- 『何も言うな』（リブレ）2017.5.10｜短編集
- 『肉食の部下』（竹書房）2017.9.27｜同時収録：「恋に抱かれたい」
- 『夜が終わるまで』（祥伝社）2018.5.25
- 『ロマンティック』（茜新社）2019.12.27
- 『翼なき彼ら』（茜新社）2022.1.21

### 電子書籍
- 『西田東単行本未収録作品集』（収録作品：「恋愛のハナシ」「許したい人」以上初出不明、「逃れの町」2001再録、「職場の花」2002、「ラクな仕事したい」2003）
- 『ふくろうの森』
- 『ころす人たち』
- 『無力な人々』
- 『彼とオバケと恋愛小説家』（茜新社）［電子限定］2020.7.3-

### 寄稿
- 「おしえて！センセイ No.37」『ディアプラス 2003年9月号』（新書館）2003.8.9
- 「私がホモな感じのマンガを描くようになった理由」『麗人 2005年9月号別冊付録』（竹書房）2005.8.9
- 「まったナシ！」（「仁義ナシ！」番外編）『ディアプラス・ヘヴン vol.3』（新書館）2006
- 「願い叶えたまえ 番外編」『花音 夏の限定小冊子』［非売品］（芳文社）2006
- 「ディアプラス・ペーパーコレクション vol.17：西田東」『10th ANNIVERSARY DEAR+ PAPER COLLECTION BOOK vol.1～vol.17』（新書館）2007.3.29、『15th ANNIVERSARY DEAR+ PAPER COLLECTION BOOK vol.1～vol.65』（新書館）2012.12.15［再録］
- 「イワン皇子を求めて」“あの名作のBLサイドストーリー”描き下ろしマンガ ドストエフスキー「悪霊」『ダ・ヴィンチ 2009年2月号』特集＝世界はBLに満ちている（メディアファクトリー）2009.1.6
- 「ある日の記録」（語シスコ「ぼんくら日記エボリューション特別編─西日本紀行・あの人に会いたい─」Special Collaboration Essay）『OPERA vol.14』（茜新社）2009.4.24
- 「ハワイへ行きましょう」（「恋をしましょう」続編）『麗人∞（ムゲンダイ）Vol.3』麗人2009年9月号別冊付録（竹書房）2009.8
- 「CEO」（「KING」続編）『麗人15周年memorial booklet』麗人2010年9月号別冊付録（竹書房）2010.9.8
- 「天国も地獄も 番外編」『麗人フェア記念小冊子　麗人festa 2013』（竹書房）2013.2.28
- 「貪欲な花」『女子BL』（リブレ）2015.9.28（西田ヒガシ『何も言うな』（リブレ）所収）
- 「魔性の司令塔」（「ALL FOR YOU」続編）『麗人20周年memorial booklet』麗人2015年9月号別冊付録（竹書房）2015.8.10
- 特別寄稿『onBLUE vol.25』特集＝大人のボーイズラブ。（祥伝社）2016.10.25
- 「やさしいあなた… 番外編」『in the cafe』（OPERAコラボカフェ開催記念本）（茜新社）2018.3.16
- 「コミックス『夜が終わるまで』の宣伝」『pixiv｜ピヨヨ（西田ヒガシ）』2018.4.14
- 「エースと船長のなかよし夏休み（エースの休日番外編）」『note｜pinkrosehigashi』2018.9.9
- 「エースと船長のなかよし夏休み（エースの休日番外編）2」『note｜pinkrosehigashi』2018.9.9
- 「島」『pixiv｜ピヨヨ（西田ヒガシ）』2020.11.6

## 作品提供
- 『ドラマCD 願い叶えたまえ 1』（サイバーフェイズ）2006.10.25
- 『ドラマCD 願い叶えたまえ 2』（サイバーフェイズ）2006.12.25
- 『ドラマCD 願い叶えたまえ 3』（サイバーフェイズ）2007.2.25
- 『願い叶えたまえ完結記念全員サービスオリジナルドラマCD』［非売品］（サイバーフェイズ）2007

## 翻訳

### 繁體中文 Traditional Chinese
- 西田東 - 他的肖像（彼の肖像）2004.8.20
- 西田東 - 爱上寂寞（影あるところに）2005.4.25
- 西田東 - 就在如願以償前 1（願い叶えたまえ）2005.12.1
- 西田東 - 就在如願以償前 2（願い叶えたまえ）2006.7.24
- 西田東 - 就在如願以償前 3（願い叶えたまえ）2007.2.16
- 西田東 - 和我談場戀愛吧（恋をしましょう）2007.11.28
- 西田東 - 天使之歌 1（天使のうた）2008.2.27
- 西田東 - 青春之病（青春の病は）2008.6.15
- 西田東 - 騎士的愛情故事（ラブストーリー）2010.12.30
- 西田東 - Division～愛的大逃亡～（ディヴィジョン）2011.10.1
- 西田東 - 天使之歌 2（天使のうた）2012.7.24
- 西田東 - 天堂地獄一起闖（天国も地獄も）2013.5.8
- 西田東 - 愛情不滿足（まだ愛が足りない）2013.5.27
- 西田東 - 王牌的假期（エースの休日）2014.3.5
- 西田東 - 一定是戀愛沒錯（きっと恋に違いない）2014.12.3
- 西田東 - 你是我的全部 1（君が僕のすべて）2015.5.6
- 西田東 - 你是我的全部 2（君が僕のすべて）2016.2.3
- 西田東 - 直至夜晚終結（夜が終わるまで）2019.11.14
- 西田東 - 什麼都別說（何も言うな）2019.11.21

### English
- Higashi Nishida - President Momoi Kun（社長　桃井くん）2014.1.21
- Higashi Nishida - Till the End of the Night（夜が終わるまで） 2021.1.25-

### 한국어 Korean
- 니시다 히가시 - 그림자가 있는 곳에（影あるところに）2006.12
- 니시다 히가시 - 그의 초상（彼の肖像）2007.1
- 니시다 히가시 - 동행（もろとも）2007.2
- 니시다 히가시 - LIFE, LOVE 1 2009.4
- 니시다 히가시 - 천사의 노래 1（天使のうた）2010.4
- 니시다 히가시 - 천사의 노래 2（天使のうた）2010.6
- 니시다 히가시 - LIFE, LOVE 2 2010.11
- 니시다 히가시 - 좋아하면 내 마음은 부서질거야（好きになるとこわれる）2011.8
- 니시다 히가시 - 아무 말도 하지 마（恋と刑事）2011.11
- 니시다 히가시 - 사장 모모이 군（社長　桃井くん）2012.7
- 니시다 히가시 – 러브 스토리（ラブストーリー）2017.7
- 니시다 히가시 – 디비젼（ディヴィジョン）2017.7
- 니시다 히가시 - 아무 말도 하지 마（何も言うな）2018.11
- 니시다 히가시 - 밤이 끝날 때까지（夜が終わるまで）2020.1

## インタビュー
- 「'04 BL作家21人インタビュー!!」『ぱふ 2005年2月号』（雑草社）2004.12
- 「マンガの神々たちに願って」［聞き手＝川原和子］『ユリイカ2007年12月臨時増刊号　総特集＝ＢＬスタディーズ』（青土社）2007.12.25
- 「愛が生まれてくるところ」［聞き手：三浦しをん］『小説Wings 2009年冬No.62』（新書館）2008.12.27
- 「ロングインタビュー」［聞き手：山本文子］『Citron VOL.9』特集＝西田東（リブレ）2012.1.10
- 「西田東先生 インタビュー」［『まだ愛が足りない』刊行］『ちるちる』2012.9.28

## レビュー
- NEXT編集部編『このBLがやばい！2010年腐女子版』［『素晴らしい失恋』］（宙出版）2009.12.9
- 雲田はるこ、もろづみすみとも、桃山なおこ「西田東せんせいへのラブレター」『Citron VOL.9』（リブレ）2012.1.10
- 金田淳子「必ず読みたいBLマンガ20」 『美術手帖 2014年12月号 特集＝ボーイズラブ』（美術出版社）2014.11.17
- 松尾慈子「ＢＬ漫画の重鎮「君が僕のすべて」（西田東）」『朝日新聞』2015.2.20［有料会員記事］
- 『onBLUE vol.22』特集＝はじめてのボーイズラブ［雁須磨子］（祥伝社）2016.4.25
- NEXT編集部編『このBLがやばい！2017年度版』［『やさしいあなた…』］（宙出版）2016.12.10
- 松尾慈子「失踪した友人の幻影と裸で抱き合い…　「夜が終わるまで」（西田ヒガシ）」『朝日新聞』2018.6.8［有料会員記事］
- 雨野裾「圧倒的「オトナBL」！　生死不明の想い人を追う、堅物検事は……『夜が終わるまで』」『ダ・ヴィンチニュース』2018.8.6
- 福田里香「法曹界の恋を描くBLマンガの傑作 西田ヒガシ『夜が終わるまで』」『CREA 2018年10月号』（文藝春秋）2018.10.30
- 『BL作家の心に残る一冊』［チョコドーナツ：『奪う男』、ダヨオ：『ディヴィジョン』、夏來ジッポ：『君が僕のすべて』、見多ほむろ：『やさしいあなた…』］（ふゅーじょんぷろだくと）2018.12.24
- キヅイタラ・フダンシー「BLラバーの書店員もドキドキ♡　オフィスラブなBL作品３選」［『まだ愛が足りない』］『好書好日』2019.3.20
- 『女性自身 2019年6月18日号（通巻2870号）』［金田淳子：『きっと恋に違いない』］（光文社）2019.6.4
- Fudansy, “Three Boys’ Love Manga Revolving Around Office Romance,” Asahi Shimbun, 2020.11.18 (Orig: 2019.3.20, Translated by Lapin, inc. Edited by Suika)
- 井上將利「BL担当書店員のイチオシ！「ディープな裏社会BL」」［『やさしいあなた…』］『好書好日』2021.07.28

## 受賞
- 「このBLがやばい！2012年腐女子版」31位：『ドント・クライ・マイ・ベイビー』
- 「このBLがやばい！2013年度版」32位：『社長　桃井くん』
- 「第8回 BLアワード2017」BESTディープ12位：『やさしいあなた…』
- 「第11回 BLアワード2020」BEST表紙デザイン8位：『ロマンティック』
- "Découvrez le top 20 français des plus belles couvertures Boy's Love 2020 !," 6: Higashi Nishida, Romantic